# Straßenbahn Belgrad
Die Straßenbahn Belgrad ist ein großes Straßenbahnsystem mit zwölf Linien und umfasst 127,3 Kilometer Linienlänge. In der serbischen Hauptstadt Belgrad (serbisch Београд Beograd) verkehren etwa 200 Straßenbahnen, darunter die Typen ČKD Tatra KT4, CAF Urbos sowie von der Straßenbahn Basel übernommene Duewag-Einheitswagen Be 4/6. Die erste Pferdebahnstrecke wurde im Oktober 1892 eröffnet. Zu Beginn des 21. Jahrhunderts begann die Erneuerung des gesamten Gleisnetzes.

## Geschichte

### Von 1892 bis zum Ersten Weltkrieg
Am 14. Oktober 1892 wurde die erste Pferdebahnlinie in Belgrad eröffnet. Sie verlief von Kalemegdan nach Slavija. Die erste elektrische Straßenbahnstrecke wurde 1894 eröffnet. Nach 1894 gab es fast zehn Jahre lang keine Arbeiten zur Elektrifizierung oder Erweiterung des Straßenbahnnetzes. Erst im Jahr 1903, als die Arbeiten zum Bau des Straßenbahnnetzes und der elektrischen Beleuchtung abgeschlossen waren, wurde auch die Elektrifizierung des Straßenbahnnetzes beschleunigt.
Im Jahr 1904 ersetzen elektrische Straßenbahnen die Pferdebahnen auf den Strecken Kalemegdan – Slavija und Kafana Žagubica (Inn) – Električna centrala und 1905 wurde der elektrische Betrieb auf der Strecke Terazije – Novo groblje aufgenommen. Neben ihrer Funktion als öffentliches Verkehrsmittel standen Pferdebahnen in Belgrad auch im Mittelpunkt des öffentlichen Interesses und ihr markantes Bild blieb ihren Zeitgenossen für lange Zeit erhalten.
Im Jahr 1912, zwanzig Jahre nach Einführung des Straßenbahnverkehrs und sieben Jahre nach der Elektrifizierung der letzten Strecke, gab es acht Straßenbahnlinien, auf denen täglich im Durchschnitt 24 Triebwagen und 12 Beiwagen verkehrten. In diesem Jahr wurden 7,5 Millionen Fahrgäste befördert.

### Zwischenkriegszeit

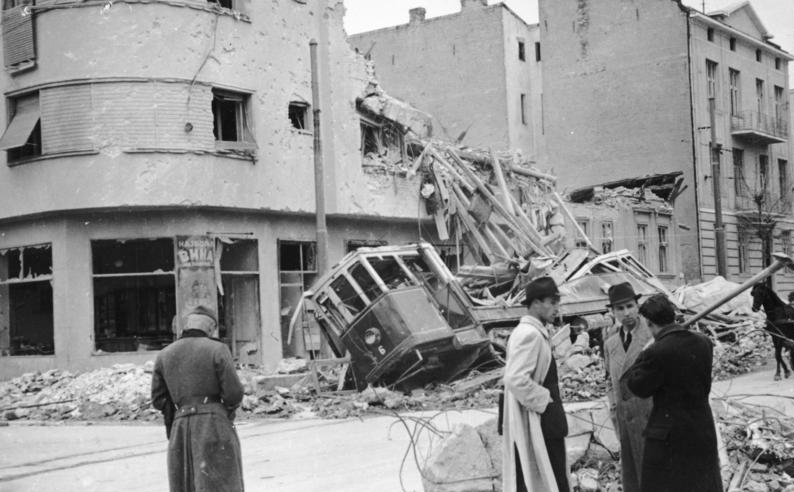
Zerstörungen an Gebäuden und eines Straßenbahnwagens nach dem Luftangriff auf Belgrad im April 1941

Der Erste Weltkrieg und die Besetzung Belgrads hinterließen das Elektrizitätswerk, das Stromnetz und folglich auch den Straßenbahnverkehr in einem sehr schlechten Zustand. Bald nach der Befreiung der Stadt im Jahr 1919 übernahm die Stadtverwaltung den Straßenbahnbetrieb, den vorher ein Privatunternehmen innehatte. Der Großteil der Infrastruktur und des Fuhrparks aus der Vorkriegszeit war abgenutzt. Bis zum Jahr 1932 wurde alles schrittweise erneuert.
Am Ende des Jahres 1932 besaß Belgrad 65,5 Kilometer Straßenbahnstrecke, von denen zwei Drittel zweigleisig und ein Drittel eingleisig waren. In den Jahren 1931 und 1932 wurden folgende neuen Strecken eröffnet: Knežev spomenik – Dedinje, Slavija – Dušanovac, Terazije – Pašino brdo und Smederevski drum – Cvetkova mehana – Prištinska Straße (heute Cara Nikolaja II-Straße).
1940 gab es zehn Linien und insgesamt 103 Straßenbahnwagen. Das Straßenbahnsystem und die Stadt wurden während des Zweiten Weltkriegs schwer beschädigt. Die Bombardierung im Jahr 1941 zerstörte 38 Straßenbahnwagen.

### Nach dem Zweiten Weltkrieg

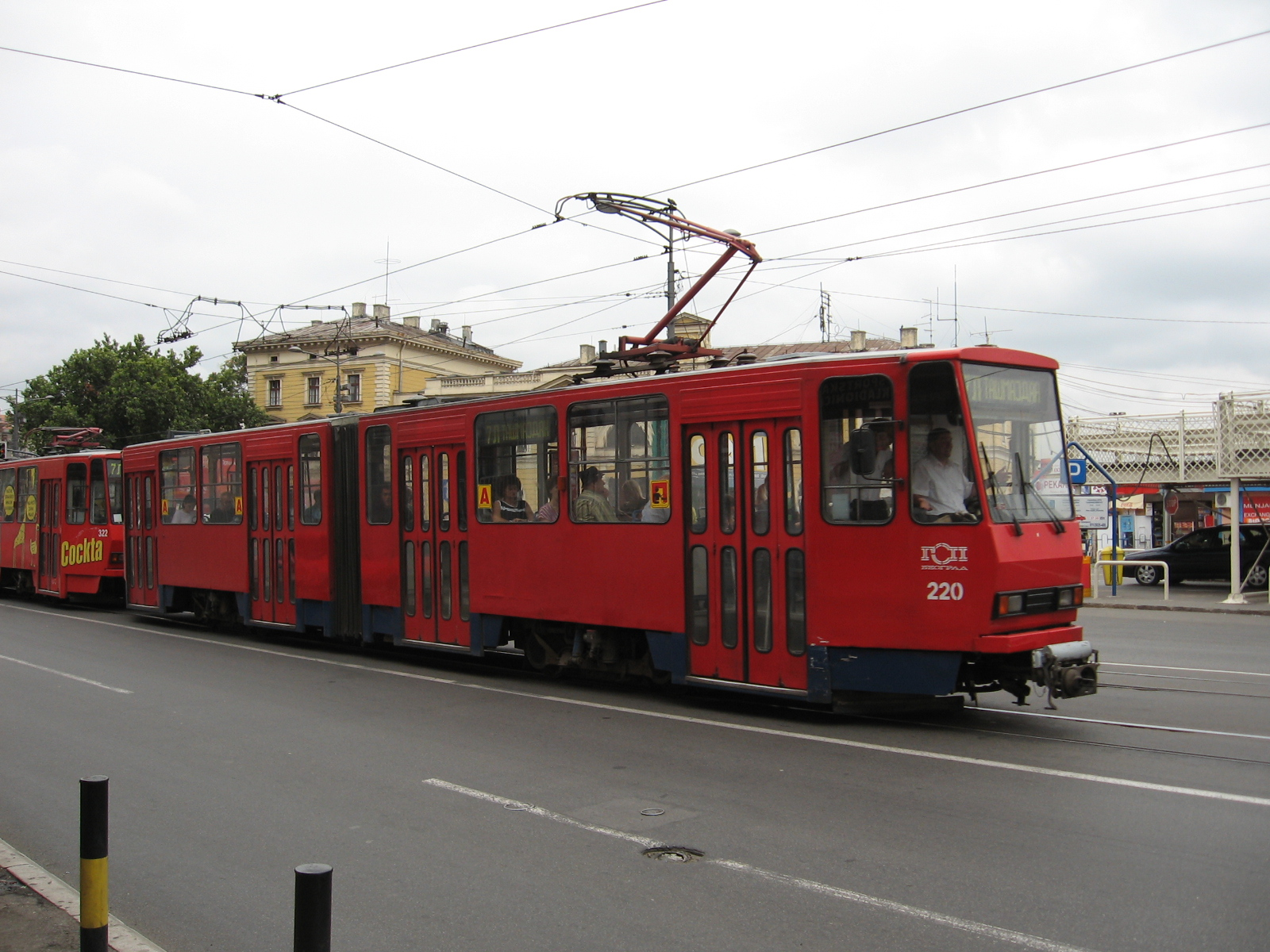
Gelenkwagen des Typs Tatra KT4 in der Innenstadt

Nach dem Zweiten Weltkrieg wurde das Straßenbahnsystem in Belgrad kontinuierlich wieder aufgebaut, seit 1947 verkehrt ergänzend der Oberleitungsbus Belgrad in der Stadt. Im Jahr 1955 verkehrten 162 Straßenbahnwagen auf acht Linien. In den 1970er Jahren kamen Pläne zum Bau einer U-Bahn auf. Diese wurden 1982 aufgegeben, als sich die Stadt dafür entschied, stattdessen das Straßenbahnnetz zu erweitern. Im Jahr 1985 wurde das Streckennetz auf 42 Kilometer erweitert, als die Straßenbahnstrecke über die Save nach Novi Beograd eröffnet wurde.
Um das Jahr 1990 erreichten die Fahrgastzahlen der Straßenbahn ihren Höhepunkt. Dies änderte sich durch den Zusammenbruch des ehemaligen Jugoslawien. Die Sanktionen gegen Serbien führten zu einer dramatischen Kürzung der Finanzierung des Straßenbahnsystems. Investitionen in den Ankauf neuer Fahrzeuge und Ersatzteile sowie in die Instandhaltung der Infrastruktur waren minimal. In den Jahren 1996 und 1997 wurden die Gleise auf dem Bulevar revolucije (heute Bulevar Kralja Aleksandra) (zwischen Cvetkova pijaca und Radio-industrija) sowie in der Ruzveltova-Straße und der Jurija-Gagarina-Straße erneuert.
Zu Beginn des 21. Jahrhunderts wurden die finanziellen Mittel für den Öffentlichen Nahverkehr erhöht, da sich das Land langsam erholte. Im Jahr 2004 waren etwa 150 Straßenbahnwagen im Einsatz. Gegen Ende der 2000er Jahre wurden weitgehende Renovierungsarbeiten angekündigt. Zwischen 2005 und 2010 wurden die Gleise in folgenden Straßen vollständig umgebaut und modernisiert: Treci bulevar, Milentija Popovica, Savska, Nemanjina, Bulevar Kralja Aleksandra (von Vukov spomenik bis Cvetkova pijaca), Pozeska, Pariska, Bulevar vojvode Misica, Tadeuša Košćuškog. Außerdem wurden die Gleise auf der Schnellstraße Autokomanda erneuert und die alte Save-Brücke renoviert. Diese Brücke wird hauptsächlich von Straßenbahnlinien benutzt, die die beiden Teile Belgrads verbinden.
2019 ging eine 2,7 km lange Neubaustrecke über die Ada-Brücke (Most na Adi) als zweite Verbindung nach Novi Beograd in Betrieb. Am südöstlichen Ufer der Save ist sie zwischen den Haltestellen Gospodarska mehana und Hipodrom an das Netz angebunden. Damit erreichte das Netz eine Streckenlänge von 47 km.

## Linien

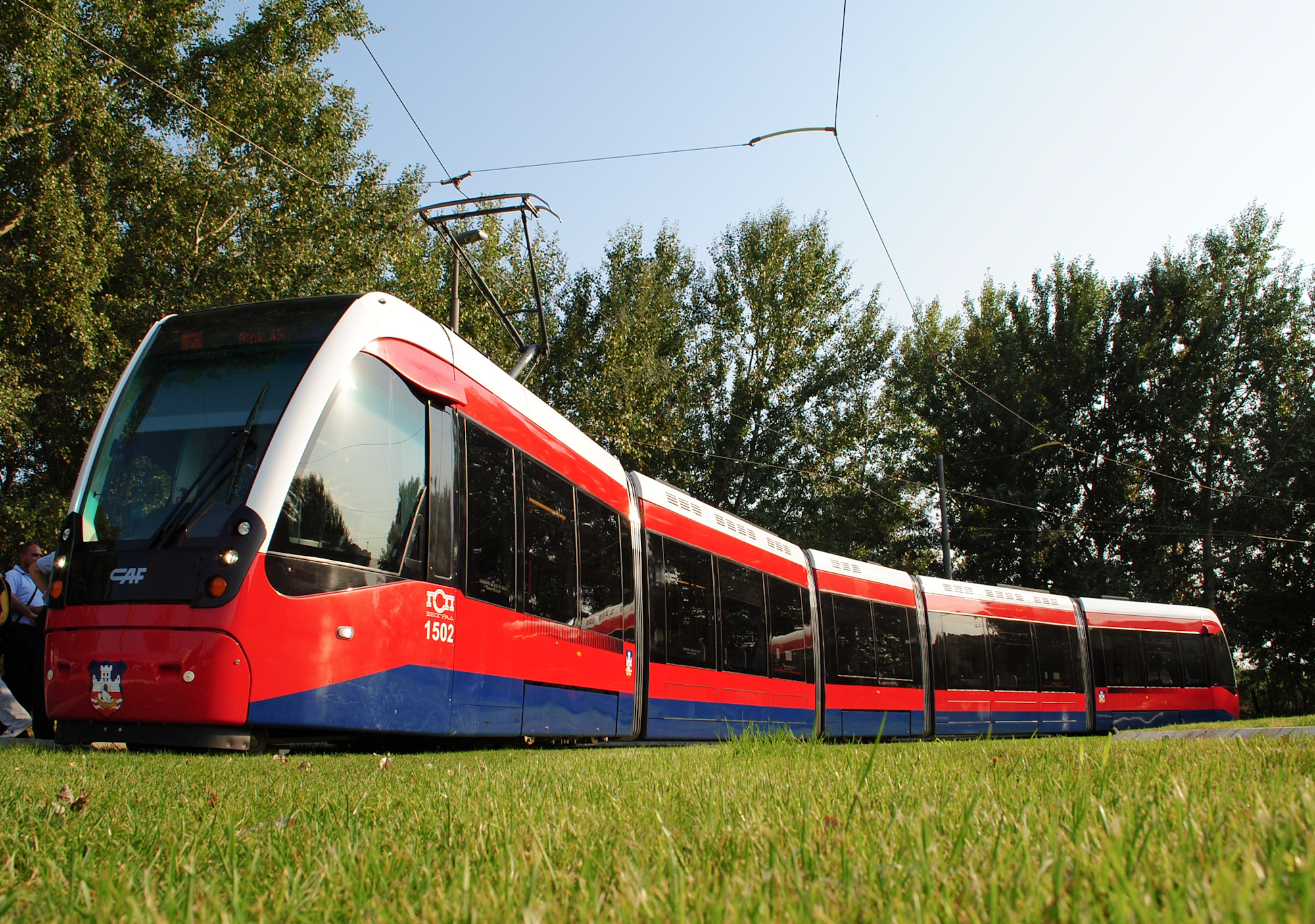
Urbos 3 in Belgrad

Es gilt (Stand September 2024, ohne baubedingte Änderungen) folgendes Liniennetz:
| Linie | Verlauf                                                                           |
| ----- | --------------------------------------------------------------------------------- |
| 2     | Pristanište – Vukov Spomenik – Slavija – Pristanište                              |
| 3     | Kneževac – Bahnhof Topčider – Slavija – Vukov Spomenik – Omladinski Stadion       |
| 3L    | Bahnhof Topčider – Tašmajdan                                                      |
| 5     | Kalemegdan/Donji Grad – Palilulska Pijaca – Vukov Spomenik – Ustanička            |
| 6     | Tašmajdan – Vukov Spomenik – Ustanička                                            |
| 7     | Blok 45 – Novi Beograd – alte Savebrücke – Tašmajdan – Vukov spomenik – Ustanička |
| 9     | Blok 45 – Novi Beograd – alte Savebrücke – Slavija – Banjica                      |
| 10    | Kalemagdan/Donji Grad – Palilulska Pijaca – Slavija – Banjica                     |
| 11    | Blok 45 – Novi Beograd – Ada-Brücke – Pristanište – Kalemagdan/Donji Grad         |
| 12    | Banovo brdo – Tašmajdan – Vukov Spomenik – Omladinski Stadion                     |
| 13    | Banovo brdo – Ada-Brücke – Novi Beograd – Blok 45                                 |
| 14    | Ustanička – Vukov spomenik – Slavija – Banjica                                    |

## Fahrzeuge
Nach der Elektrifizierung der Straßenbahn wurden die alte Pferdebahnwagen weiter als Beiwagen eingesetzt. Im Jahr 1906 standen 16 elektrische Triebwagen zur Verfügung. Im Zeitraum 1909/1919 wurden 10 Triebwagen erworben, so dass der Wagenpark dann 26 Trieb- und 12 Beiwagen umfasste. Nach dem Ende des Ersten Weltkriegs wurden die inzwischen sehr verschlissenen Vorkriegswagen ausgemustert. Im Jahr 1940 verfügte die Belgrader Straßenbahn über 104 Triebwagen und 60 Beiwagen. Ein Jahr später waren nur noch 38 Triebwagen und 36 Beiwagen intakt.
Im Jahr 1955 waren die Kriegsschäden soweit behoben, dass 155 Straßenbahnwagen im Einsatz waren. Der erste in Jugoslawien produzierte Straßenbahnwagen war der Typ Gosa, der ab 1956 hergestellt wurde.

### Gebrauchtwagen aus Hagen
Im Jahr 1977 kamen zehn GT6 (60–69) und alle Vierachser aus Hagen nach Belgrad, da das dortige Straßenbahnnetz im vorherigen Jahr eingestellt worden war.

### Tatra KT4YU
Von 1979 bis 1997 lieferte ČKD Tatra insgesamt 220 Fahrzeuge des Typs KT4YU, welche die Nummern 2201 bis 2420 erhielten und bis 1998 alle anderen Fahrzeuge ersetzten. Im Mai 2023 waren noch 134 KT4YU vorhanden. Sie werden sowohl einzeln als auch in Doppeltraktion eingesetzt.

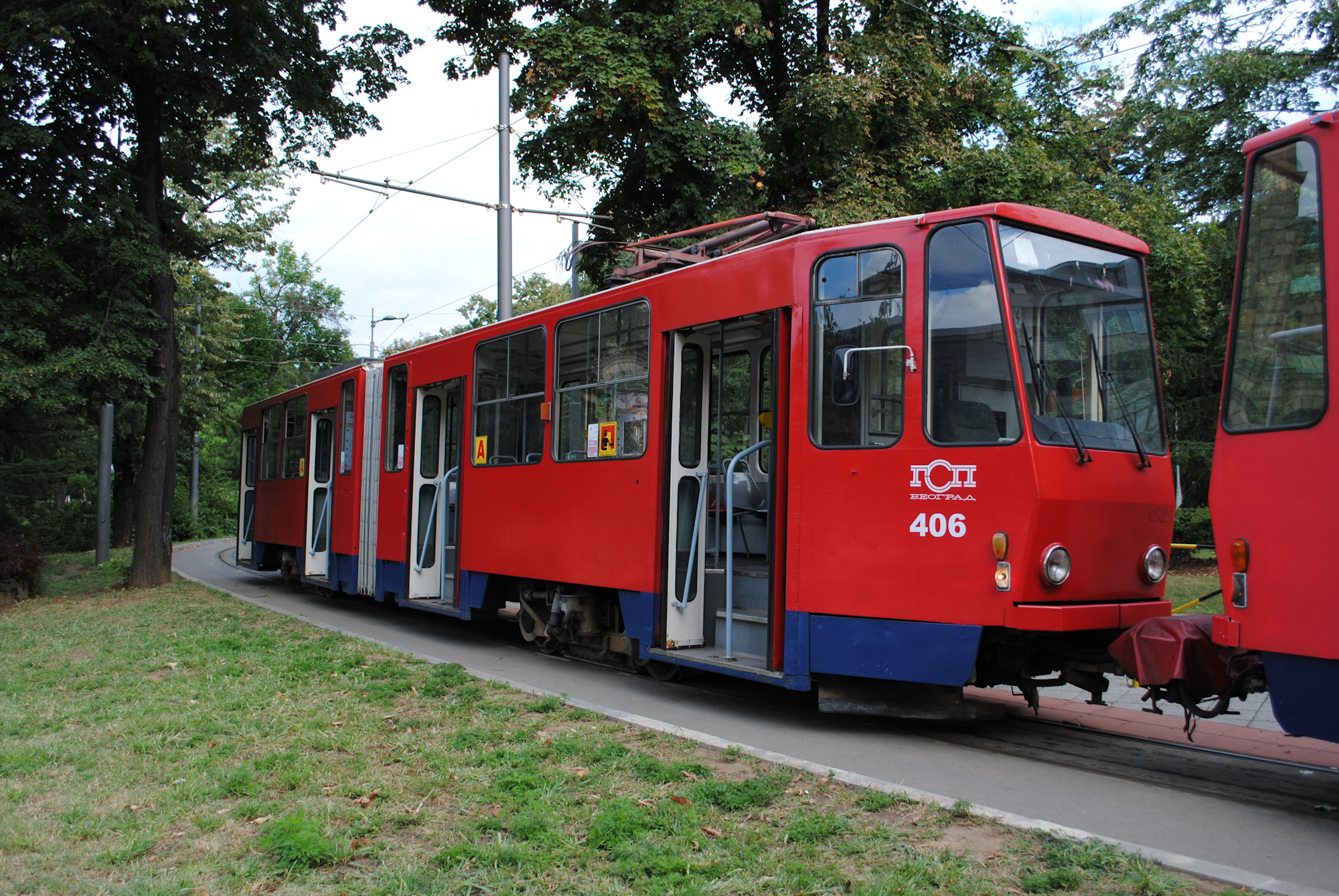
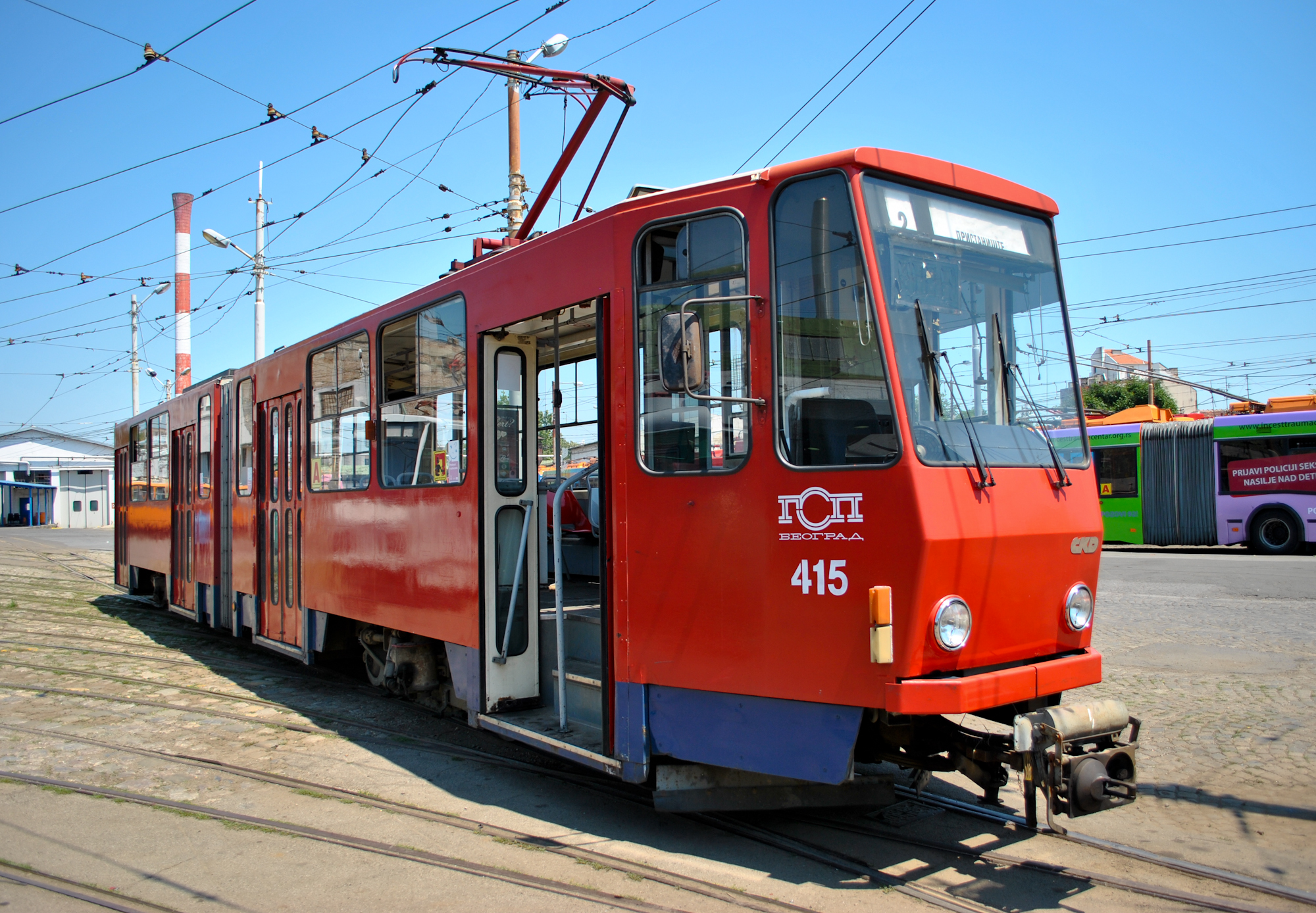
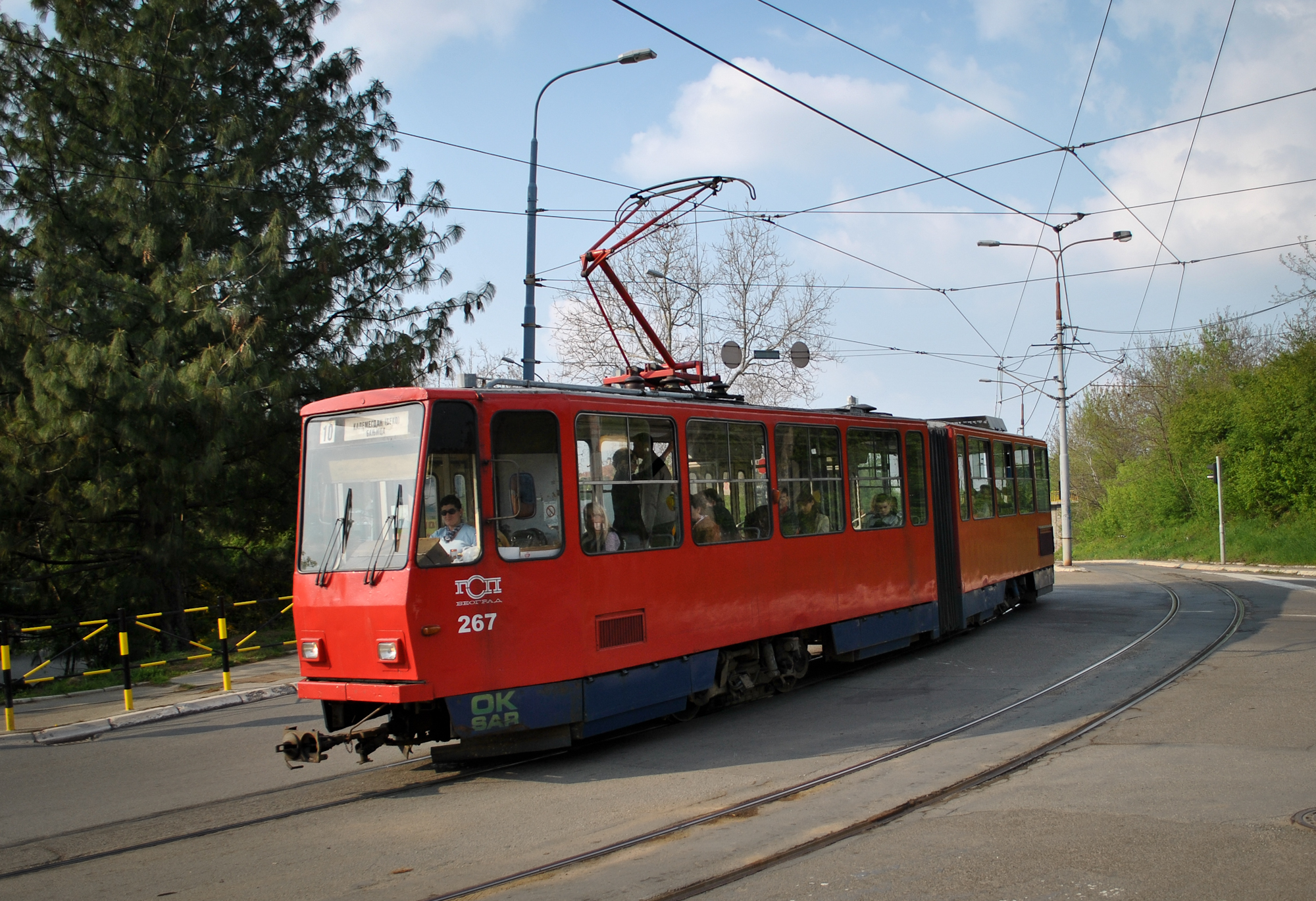
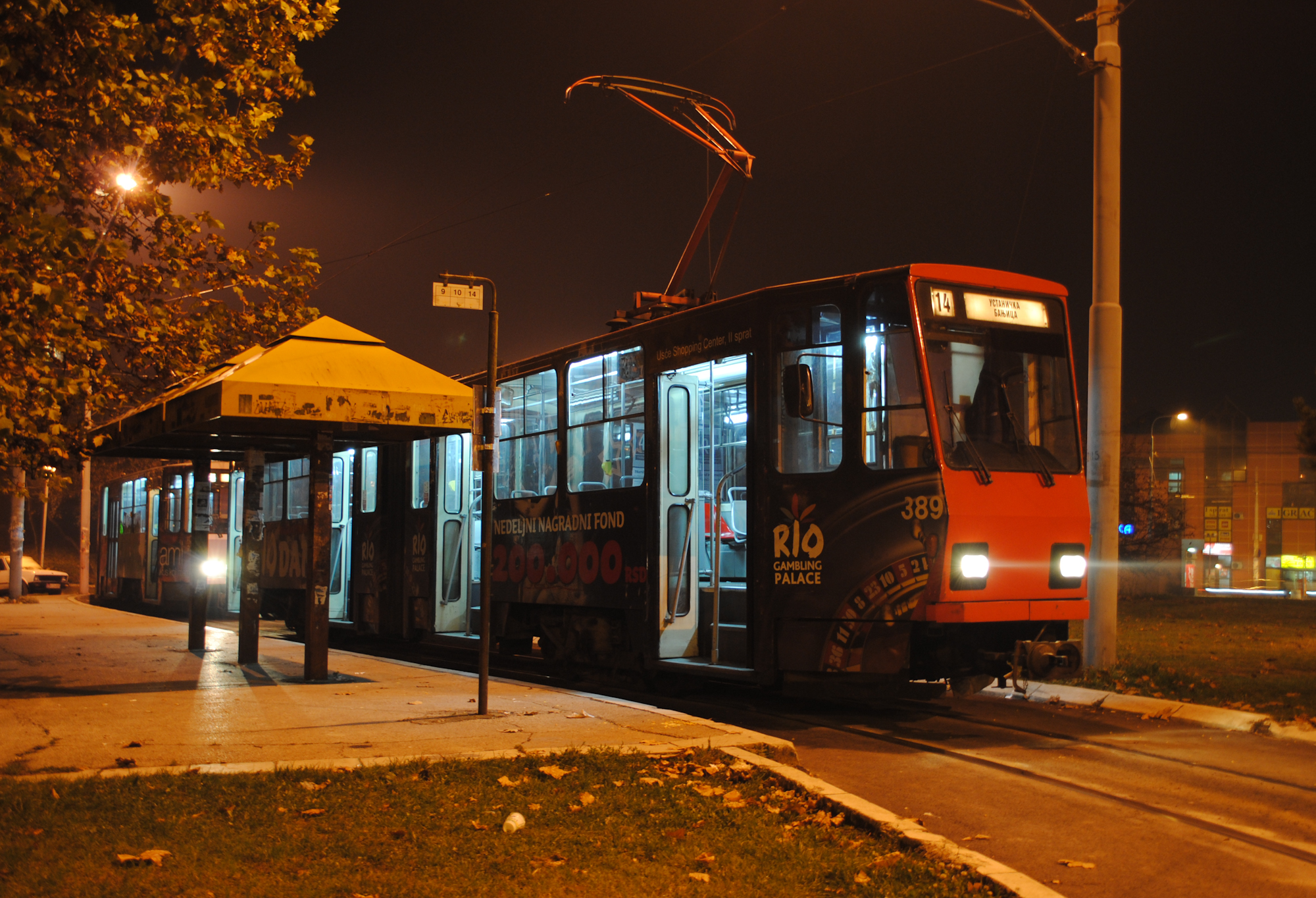
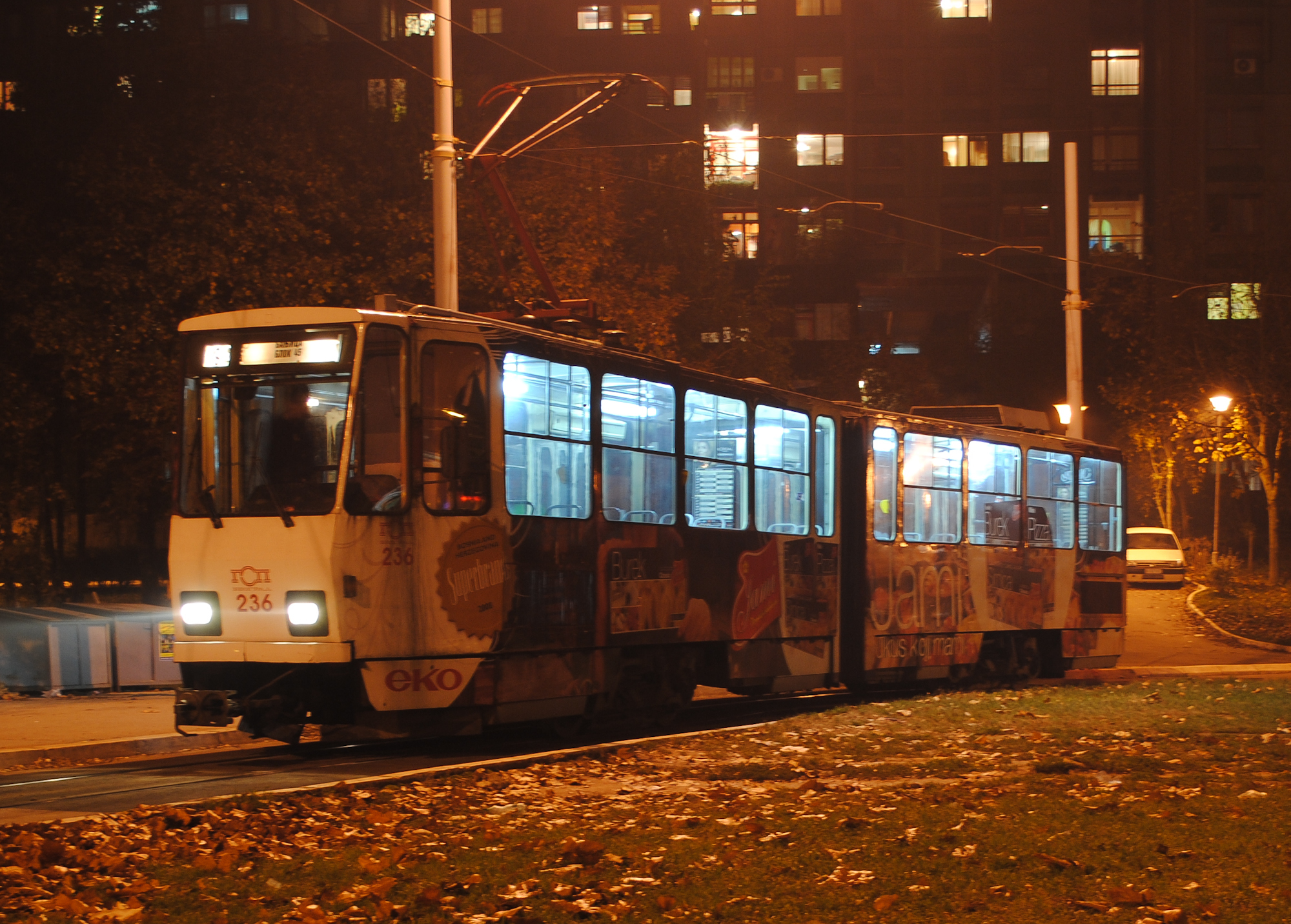

### Gebrauchtwagen aus Basel

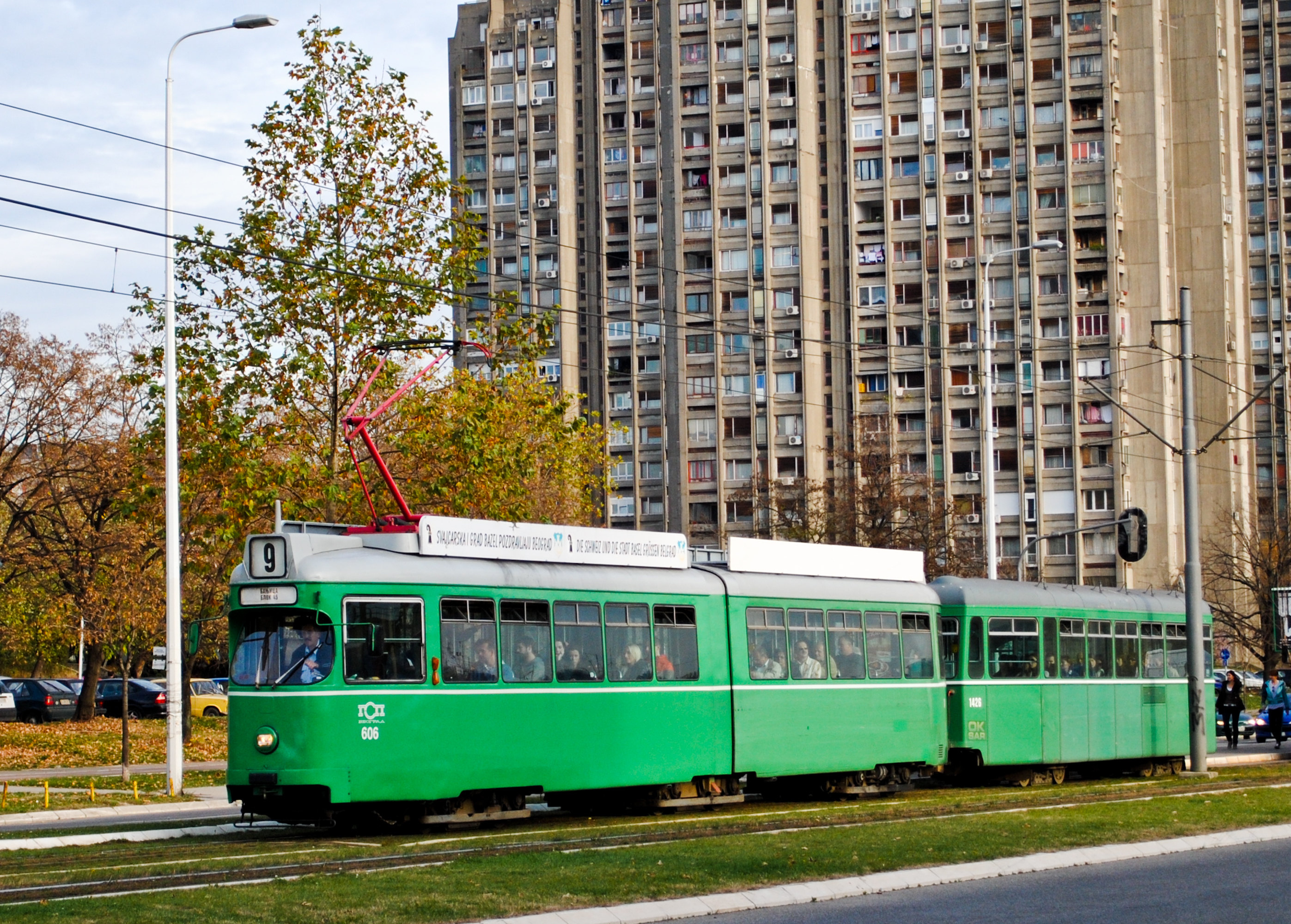
Aus Basel stammender Duewag-Einheitswagen mit Schweizer Standardanhänger auf der Linie 9

Im Jahr 2001 erhielt Belgrad zum ersten Mal gebrauchte Straßenbahnwagen von den Basler Verkehrs-Betrieben. Finanziert und organisiert wurde dieser Transfer vom Schweizer Staatssekretariat für Wirtschaft, um den Wiederaufbau nach dem Kosovokrieg zu unterstützen. Die Lieferung im Jahr 2001 umfasste 13 Triebwagen, darunter zwölf sechsachsige Duewag-Einheitswagen (603–606, 610, 615, 617–618, 621, 630, 632 und 640) und einen vierachsigen Schweizer Standardwagen (456). Hinzu kamen neun dreiachsige (1335–1340, 1342–1344) und zwölf vierachsige Beiwagen (1401–1403, 1405–1407, 1409–1413, 1415). 2002 kamen noch einmal elf Duewag-Einheitswagen nach Belgrad (607–609, 611–614, 616, 619–620 und 622), 2003 weitere drei (625, 631 und 657), 2009 wieder drei (634, 648 und 649) und 2011 einer (654). Außerdem 2006 weitere vier (1423–1426) und 2011 wiederum vier Beiwagen (1429, 1431–1432 und 1438). Bis 2011 kamen somit insgesamt 31 Triebwagen und 29 Beiwagen von den BVB zur Belgrader Straßenbahn.
2012 folgten erstmals auch Wagen der Baselland Transport AG (BLT), dies waren die sechs Duewag-Einheitswagen 123, 133, 135, 141, 143 und 158 sowie die sechs vierachsigen Beiwagen 1316–1321.
Im Mai 2023 waren insgesamt 52 sechsachsige Triebwagen und 46 Beiwagen vorhanden, von denen die letzten im Jahr 2020 übernommen worden waren.
Der Kauf 50 weiterer Gebrauchtwagen der BLT wurde 2024 kurzfristig abgesagt. Bei den Fahrzeugen handelt es sich um zweiteilige Be 4/6 sowie nachträglich mit einem Niederflurmittelteil versehene, nun dreiteilige Be 4/8 des Herstellers Schindler. Aufgrund der in Belgrad stattfindenden Expo 2027 sollen stattdessen Neufahrzeuge beschafft werden.

### Tatra T4D
Ebenfalls zur Unterstützung des Wiederaufbaus erhielt die Straßenbahn Belgrad einige Tatra T4D von der Straßenbahn Halle (Saale). Diese sind jedoch seit spätestens 2023 nicht mehr im Einsatz.

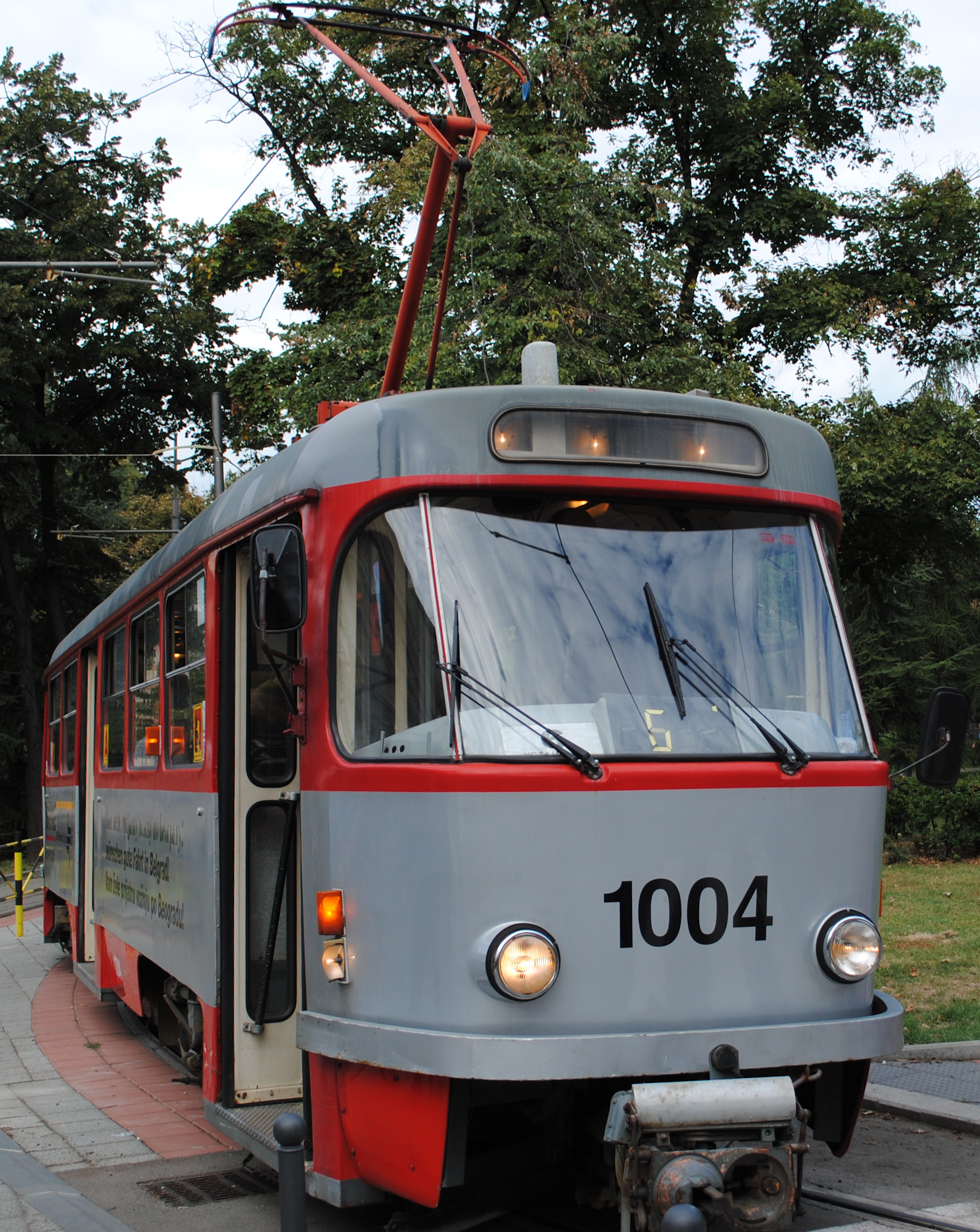

### CAF Urbos 3

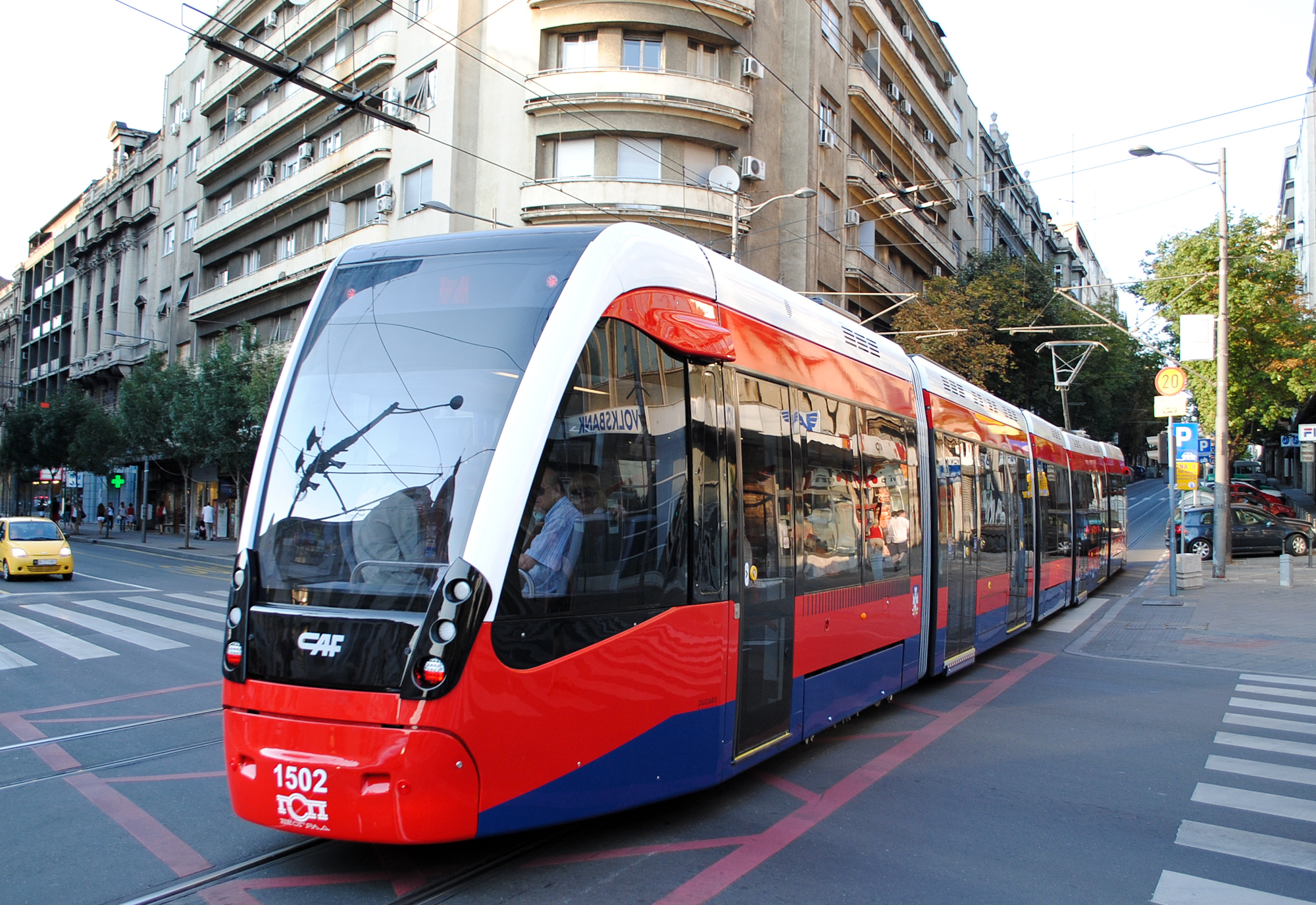

Im Jahr 2009 wurde ein Vertrag mit dem spanischen Hersteller Construcciones y Auxiliar de Ferrocarriles (CAF) über die Lieferung von 30 fünfteiligen Niederflur-Gelenktriebwagen des Typs Urbos 3 abgeschlossen. Die Bahnen sind vollständig niederflurig, 33 Meter lang und 2,3 Meter breit. Ein Wagen bietet Platz für bis zu 242 Passagiere. Der Auftrag umfasst ein Volumen von 70 Millionen Euro. Der erste Urbos 3 wurde im Mai 2011 ausgeliefert.

### Multigelenkwagen von Bozankaya
Im Juli 2024 wurde bei einer Ausschreibung für insgesamt 25 weitere Neuwagen der Zuschlag an Bozankaya erteilt. Wie bei den Urbos 3 handelt es sich um fünfteilige Multigelenkwagen, ebenfalls ausgeführt als Einrichtungswagen. Sie sind ungefähr 30 Meter lang und 2,4 breit, haben eine Leermasse von 36 Tonnen und eine Antriebsleistung von 4 × 100 kW sowie 46 Sitzplätze und – bei acht Personen pro Quadratmeter – 236 Stehplätze. Es wurden zunächst nur zwei Fahrzeuge fest bestellt, die restlichen 23 sind optional. Das erste Fahrzeug wurde im Mai 2025 ausgeliefert.